# بنك جامايكا
بنك جامايكا هو البنك المركزي لدولة جامايكا يقع مقره في العاصمة كينغستون. تم إنشاؤه بموجب قانون بنك جامايكا لعام 1960  وتم افتتاحه في 1 مايو 1961. وهو مسؤول عن السياسة النقدية لجامايكا بناءً على تعليمات وزير المالية.

## روابط خارجية
- موقع بنك جامايكا الرسمي